# Nusaý Stadium
Das Nusaý Stadium (turkmenisch Nusaý stadiony) ist ein Fußballstadion mit Leichtathletikanlage in der turkmenischen Hauptstadt Aşgabat. Es ist die Heimspielstätte der Erstligisten Arkadag FK und FC Aşgabat und dient auch als Trainingsstätte für die turkmenische Fußballnationalmannschaft. Das Stadion hat ein Fassungsvermögen von 3000 Personen.
Das Stadion war 2022 Austragungsort des turkmenischen Pokalendspiels zwischen Ahal FK und Şagadam FK und des Turkmenistan Supercup zwischen Altyn Asyr FK und Şagadam FK.
Das Stadion, das früher den Namen Nisa-Çandybil stadiony trug, hat keine Flutlichtanlage.